# Mohamed Radwan
Mohamed Radwan (ar. محمد رضوان; ur. 25 marca 1958) – egipski piłkarz grający na pozycji środkowego pomocnika. W swojej karierze grał w reprezentacji Egiptu.

## Kariera klubowa
Całą swoją karierę piłkarską Radwan spędził w klubie El Mokawloon SC, w którym zadebiutował w 1979 roku. Grał w nim do 1988 roku. W sezonie 1982/1983 wywalczył z nim mistrzostwo Egiptu.

## Kariera reprezentacyjna
W reprezentacji Egiptu Radwan zadebiutował 22 stycznia 1984 roku w przegranym 0:1 towarzyskim meczu z Turcją, rozegranym w Port Saidzie. W tym samym roku był w kadrze Egiptu na Puchar Narodów Afryki 1984. Zagrał w nim w trzech meczach: grupowych z Wybrzeżem Kości Słoniowej (2:1) i z Togo (0:0) i o 3. miejsce z Algierią (1:3). Z Egiptem zajął 4. miejsce.